# 웬록과 맨더빌
웬록(Wenlock)과 맨더빌(Mandeville)은 각각 2012년 런던 올림픽과  2012년 런던 패럴림픽의 마스코트이다. 웬록의 이름은 머치웬록의 지명에서 따왔으며, 맨더빌의 이름은 스토크 맨더빌 병원에서 따왔다. 일부 비평가는 이 마스코트의 디자인을 혹평하고 있으며, 눈이 하나 밖에 없는 캐릭터는 차별이라고 말하기도 한다.

## 역사
웬록과 맨더빌은 2010년 5월 19일에 공개되었다. 마이클 모푸르고의 관련 소설에 따르면, 올림픽 경기장의 마지막 소녀에게서 형성되었다. 그들의 피부는 그들이 만나는 사람들의 성격과 외모를 반영할 수 있도록 매우 세련된 강철로 만들어졌다. 그들의 한쪽 눈은 카메라이고 그들의 머리에는 런던 택시의 눈을 상징하는 노란색 불빛이 있다.

### 웬록
웬록의 이름은 영국 슈프셔의 머치 웬록에서 영감을 받은 것으로, 1850년에 웬록 올림피아 협회는 현대 올림픽 경기의 영감으로 여겨지는 첫 올림픽 게임을 개최했다. 그의 손목에 있는 다섯 개의 우정이 다섯 개의 올림픽 링과 일치하고, 세 개의 우정이 시상대의 세 자리를 상징한다. 그의 몸의 패턴은 런던으로 오는 전 세계를 상징하며, 그의 헬멧의 모양은 올림픽 경기장의 모양을 나타낸다.

### 맨더빌
맨더빌은 버킹햄셔의 아일즈버리에 있는 스토크 맨더빌 병원의 이름을 따서 지어졌다. 1948년, 스토크 맨더빌 병원은 패럴림픽의 선구자로 여겨지는 첫 번째 스토크 맨더빌 올림픽을 조직했다. 맨더빌의 헬멧에 있는 세 개의 스파이크는 패럴림픽 아지토스를 나타낸다. 그는 또한 우정을 상징한다.